# Tideman (abbot)
Tideman var en svensk abbot vid Varnhems kloster och Alvastra kloster.

## Biografi
Tideman var 7 april 1381 abbot i Varnhems kloster, då han tillsammans med abboten Peter i Esrums kloster utfärdade ett brev från Alvastra. Han blev samma år abbot i Alvastra kloster.

### Handel och gåvor
Den 10 april 1389 bytte han jord med Skänninge kloster. Skänninge fick då Hilltorp i Bjälbo socken och Fjättmunna i Ekeby socken. 3 april 1392 bytte klostret med Nils Bengtsson i Sund, 1/2 attung jord i Sund mot halva gården Ulvstorp, båda i Fivelstads socken.